# Seiji Matsunaga
Seiji Kiyoshi Matsunaga (jap. 松永清志 Matsunaga Kiyoshi; ur. 17 sierpnia 1954 w Tokio) – japoński zapaśnik walczący w obu stylach. Olimpijczyk z Montrealu 1976, gdzie odpadł w eliminacjach w kategorii plus 100 kg, w stylu klasycznym.
Piąty na igrzyskach azjatyckich w 1982. Czwarty w Pucharze Świata w 1980. Trzeci na MŚ juniorów w 1973. Odpadł w eliminacjach mistrzostw świata w 1977, 1978, 1979, 1981 i 1982 roku.